# Lera Boroditsky
Lera Boroditsky é uma cientista cognitiva conhecida por seus trabalhos sobre a relação entre linguagem e cognição, especialmente na questão do relativismo linguístico. É professora da Universidade da Califórnia em San Diego.